# John Benjamin Murphy

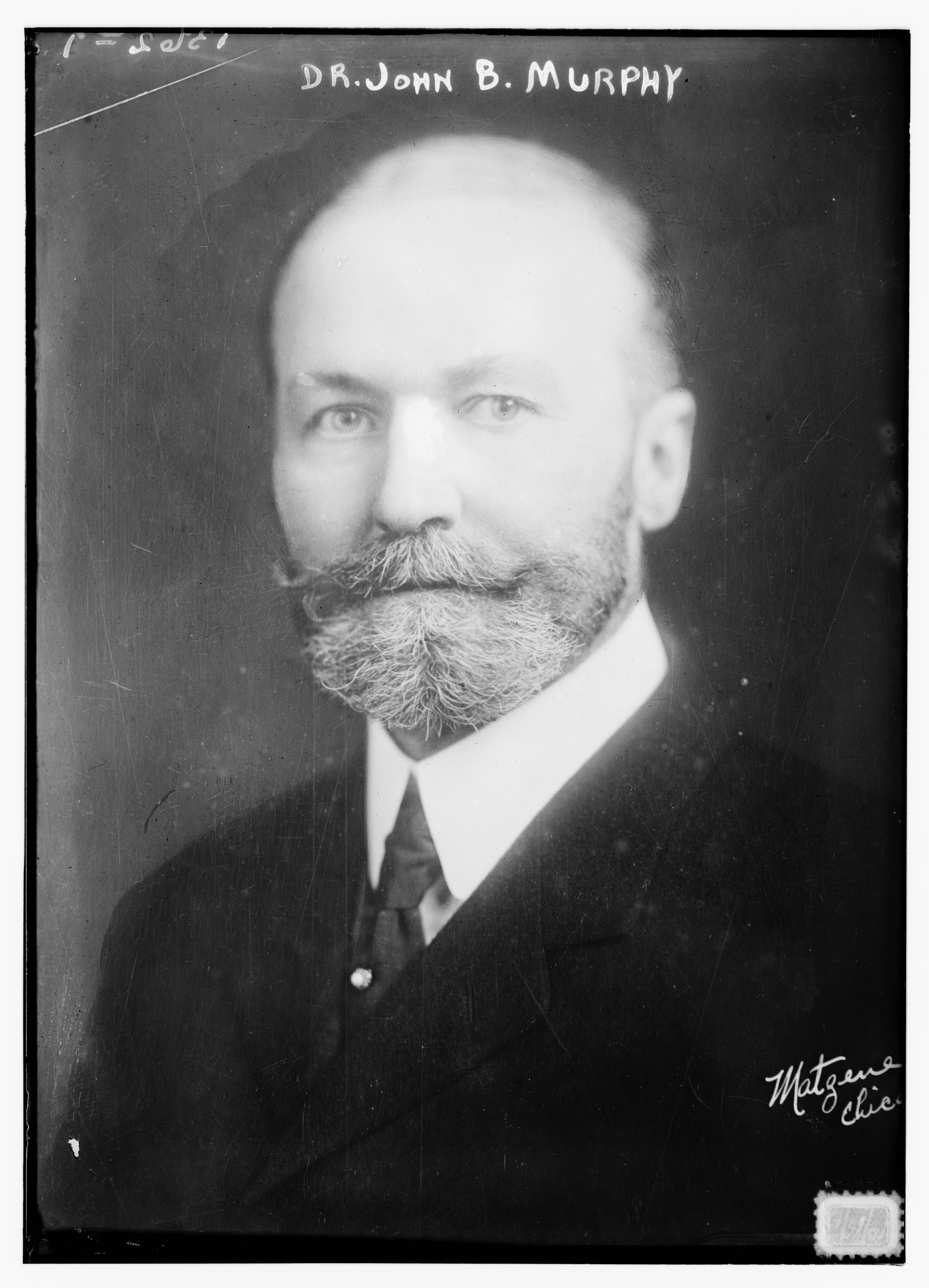
John B. Murphy (1900).

John Benjamin Murphy (* 21. Dezember 1857 in Appleton (Wisconsin); † 11. August 1916 in Mackinac Island) war ein US-amerikanischer Chirurg, insbesondere ein international bedeutender Bauchchirurg. Nach ihm wurden unter anderem das Murphy-Zeichen und der von ihm 1892 vorgestellte Murphy-Knopf zur Anastomosenbildung an Magen, Dünn- und Dickdarm benannt.
John Murphy wurde als Sohn der irischen Emigranten Michael Murphy und Ann Grimes Murphy geboren. Nach dem Abschluss an der Appelton High School
1876 studierte er am 1837 in Chicago gegründeten Rush Medical College, welches er 1879 nach erfolgreicher Ablegung des medizinischen Examens verließ. Er praktizierte zunächst im Cook County Hospital in Illinois, entschloss sich dann aber, zunächst nach Europa zu gehen, um dort in München, Berlin und Heidelberg zu praktizieren. Die meiste Zeit verbrachte er jedoch in Wien, wo er sich zwei Jahre zu Ausbildungszwecken aufgehalten hatte, mit Theodor Billroth.
Nach seinem Europaaufenthalt kehrte er 1884 nach Chicago zurück, wo er im Anschluss an verschiedene Studienaufenthalte dort und in Michigan Dozent („Lecturer“) am Ruth Medical College und 1892 Professor für Chirurgie am „College of Physicians and Surgeons“. Von 1895 bis zu seinem Tod 1916 war John B. Murphy, neben Tätigkeiten ab 1901 an der Northwestern University Medical School und an der Rush Medical School, Chefchirurg am „Mercy Hospital“ in Chicago. 1911 erschien in Chicago sein Hauptwerk General Surgery.
Murphy war seit dem 25. November 1885 mit Charlotte Jeanette Plamondon, einer Schwester von Charles Plamondon, verheiratet. Aus der Ehe gingen fünf Kinder hervor, von denen nur die Töchter Cecile, Mildred und Celeste Jeanette das Erwachsenenalter erreichten.